# Curling-Weltmeisterschaft der Damen 1987
Die Curling-Weltmeisterschaft der Damen 1987 (offiziell: World Women’s Curling Championship 1987) war die 9. Austragung der Welttitelkämpfe im Curling der Damen. Das Turnier machte vom 22. bis 28. März des Jahres in Chicago, USA, Station. Gespielt wurde in der zur Metropolregion Chicago gehörenden Stadt Lake Forest am Lake Forest College.
Die Kanadierinnen blieben auch im vierten Jahr hintereinander die dominierende Nation und errangen den insgesamt fünften Titel für die Ahornblätter. Wie im Jahr zuvor blieb der Bundesrepublik Deutschland nur die Silbermedaille. Die Bronzemedaille ging an die Schweiz und Norwegen belegte den undankbaren vierten Platz.
Gespielt wurde ein Rundenturnier (Round Robin), was bedeutet, dass Jeder gegen jeden antritt.

## Teilnehmende Nationen
| BR Deutschland | Dänemark | Finnland | Frankreich | Kanada |
| --- | --- | --- | --- | --- |
| SC Riessersee, Garmisch-Partenkirchen Skip: Andrea Schöpp Third: Almut Hege Second: Monika Wagner Lead: Elinore Schöpp | Hvidovre CC, Hvidovre Fourth: Jette Olsen Skip: Helena Blach Second: Malene Krause Lead: Lone Kristoffersen       | Hyvinkää CC, Hyvinkää Fourth: Taru Kivinen Skip: Jaana Jokela Second: Nina Ahvenainen Lead: Kirsi Jeskanen    | Megève CC, Megève Fourth: Annick Mercier Skip: Agnes Mercier Second: Andrée Dupont-Roc Lead: Catherine Lefebvre | Victoria CC, Victoria Skip: Pat Sanders Third: Georgina Hawkes Second: Louise Herlinveaux Lead: Deb Massullo |
| Norwegen | Schottland | Schweden | Schweiz | Vereinigte Staaten                                                                                           |
| Snarøen CC, Oslo Skip: Anne Jøtun Bakke Third: Hilde Jøtun Second: Ingvill Githmark Lead: Billie Sørum                 | Greenacres CC, Renfrewshire Skip: Marion Miller Third: Janice Miller Second: Jane McConnell Lead: Moira McConnell | Karlstads CK, Karlstad Fourth: Elisabeth Högström Skip: Birgitta Sewik Second: Eva Andersson Lead: Bitte Berg | CC Winterthur, Winterthur Skip: Marianne Flotron Third: Gisela Peter Second: Beatrice Frei Lead: Caroline Rück  | Granite CC, Seattle Skip: Sharon Good Third: Joan Fish Second: Beth Bronger-Jones Lead: Aija Edwards         |

## Tabelle der Round Robin
| Schlüssel | Schlüssel                      |
| --------- | ------------------------------ |
|           | Qualifiziert für die Play-offs |
|           | Tie-Breaker                    |

| Platz | Team               | Spiele | Siege | Ndlg. |
| ----- | ------------------ | ------ | ----- | ----- |
| 1.    | Kanada             | 9      | 8     | 1     |
| 2.    | BR Deutschland     | 9      | 7     | 2     |
| 3.    | Norwegen           | 9      | 6     | 3     |
| 4.    | Schweiz            | 9      | 6     | 3     |
| 5.    | Vereinigte Staaten | 9      | 5     | 4     |
| 6.    | Schweden           | 9      | 5     | 4     |
| 7.    | Dänemark           | 9      | 2     | 7     |
| 8.    | Frankreich         | 9      | 2     | 7     |
| 9.    | Finnland           | 9      | 2     | 7     |
| 10.   | Schottland         | 9      | 2     | 7     |

## Ergebnisse der Round Robin

### Runde 1
| Begegnung                       | Resultat |
| ------------------------------- | -------- |
| Kanada – Schweden               | 8:7      |
| Norwegen – BR Deutschland       | 3:10     |
| Vereinigte Staaten – Schottland | 4:11     |
| Schweiz – Frankreich            | 7:6      |
| Dänemark – Finnland             | 10:3     |

### Runde 2
| Begegnung                     | Resultat |
| ----------------------------- | -------- |
| Dänemark – Norwegen           | 5:6      |
| Schottland – Finnland         | 6:8      |
| Kanada – Schweiz              | 8:11     |
| Vereinigte Staaten – Schweden | 8:5      |
| BR Deutschland – Frankreich   | 5:4      |

### Runde 3
| Begegnung                     | Resultat |
| ----------------------------- | -------- |
| Frankreich – Finnland         | 9:11     |
| Schweden – Schweiz            | 3:12     |
| BR Deutschland – Dänemark     | 7:8      |
| Schottland – Kanada           | 2:9      |
| Vereinigte Staaten – Norwegen | 3:9      |

### Runde 4
| Begegnung                   | Resultat |
| --------------------------- | -------- |
| Schweden – BR Deutschland   | 3:6      |
| Vereinigte Staaten – Kanada | 5:12     |
| Norwegen – Finnland         | 10:3     |
| Frankreich – Dänemark       | 9:2      |
| Schweiz – Schottland        | 7:4      |

### Runde 5
| Begegnung                     | Resultat |
| ----------------------------- | -------- |
| Vereinigte Staaten – Dänemark | 7:5      |
| BR Deutschland – Schottland   | 6:5      |
| Schweden – Frankreich         | 12:3     |
| Norwegen – Schweiz            | 8:1      |
| Finnland – Kanada             | 4:7      |

### Runde 6
| Begegnung                           | Resultat |
| ----------------------------------- | -------- |
| Finnland – Schweiz                  | 4:10     |
| Kanada – Frankreich                 | 9:7      |
| Schottland – Norwegen               | 3:9      |
| BR Deutschland – Vereinigte Staaten | 8:7      |
| Schweden – Dänemark                 | 7:3      |

### Runde 7
| Begegnung                       | Resultat |
| ------------------------------- | -------- |
| Norwegen – Kanada               | 3:8      |
| Finnland – Schweden             | 4:7      |
| Schweiz – BR Deutschland        | 2:5      |
| Dänemark – Schottland           | 7:9      |
| Frankreich – Vereinigte Staaten | 5:6      |

### Runde 8
| Begegnung                     | Resultat |
| ----------------------------- | -------- |
| Schottland – Frankreich       | 3:6      |
| Schweiz – Dänemark            | 8:3      |
| Finnland – Vereinigte Staaten | 1:9      |
| Schweden – Norwegen           | 7:6      |
| Kanada – BR Deutschland       | 8:3      |

### Runde 9
| Begegnung                    | Resultat |
| ---------------------------- | -------- |
| Schweiz – Vereinigte Staaten | 6:9      |
| Frankreich – Norwegen        | 4:14     |
| Dänemark – Kanada            | 1:9      |
| Finnland – BR Deutschland    | 3:11     |
| Schottland – Schweden        | 3:6      |

## Tie-Breaker

### Runde 1
| Begegnung               | Resultat |
| ----------------------- | -------- |
| Finnland – Dänemark     | 5:6      |
| Frankreich – Schottland | 7:6      |

### Runde 2
| Begegnung             | Resultat |
| --------------------- | -------- |
| Finnland – Schottland | 7:6      |
| Frankreich – Dänemark | 1:7      |

## Play-off

### Turnierbaum
|  | Halbfinale | Halbfinale     | Halbfinale |   |        | Finale                      | Finale                      | Finale                      |
|  |            |                |            |   |        |                             |                             |                             |
|  |            |                |            |   |        |                             |                             |                             |
|  | 1          | Kanada         | 5          |   |        |                             |                             |                             |
|  | 4          | Schweiz        | 4          |   |        |                             |                             |                             |
|  |            |                |            | 1 | Kanada | 14                          |                             |                             |
|  |            |                |            |   | 2      | BR Deutschland              | 2                           |                             |
|  | 2          | BR Deutschland | 9          |   |        |                             |                             |                             |
|  | 3          | Norwegen       | 2          |   |        | Spiel um die Bronzemedaille | Spiel um die Bronzemedaille | Spiel um die Bronzemedaille |
|  |            |                |            |   |        | 4                           | Schweiz                     | 7                           |
|  | 3          | Norwegen       | 4          |   |        |                             |                             |                             |
|  |            |                |            |   |        |                             |                             |                             |

### Halbfinale
| Begegnung                 | Resultat |
| ------------------------- | -------- |
| Kanada – Schweiz          | 5:4      |
| BR Deutschland – Norwegen | 9:2      |

### Spiel um die Bronzemedaille
| Begegnung          | Resultat |
| ------------------ | -------- |
| Schweiz – Norwegen | 7:4      |

### Finale
| Begegnung               | Resultat |
| ----------------------- | -------- |
| Kanada – BR Deutschland | 14:2     |

## Endstand
| Platz | Land               |
| ----- | ------------------ |
| 1     | Kanada             |
| 2     | BR Deutschland     |
| 3     | Schweiz            |
| 4     | Norwegen           |
| 5     | Vereinigte Staaten |
| 6     | Schweden           |
| 7     | Dänemark           |
| 8     | Frankreich         |
| 9     | Finnland           |
| 10    | Schottland         |